# Молчанов, Иван Евстратьевич
Иван Евстратьевич Молчанов (1809—1881) — русский певец (баритон), хоровой дирижёр и музыкальный педагог, собиравший, сочинявший и исполнявший песни и романсы.

## Биография
Родился 9 (21) марта 1809 (по другим данным, 1817 или 1818) года крепостным крестьянином Ярославской губернии (по другим данным, в селе Красное близ Костромы).
С 1825 года ученик ремесленника в Москве. В 1833 году после тяжёлой болезни стал инвалидом. Организовал хор из мастеровых, с которым пел в московских трактирах. Его заметил учитель пения стоящих в Москве полков П. Г. Лебедев, и в 1834 году Молчанова назначили учить пению солдат. Позднее Молчанов содержал на дому на собственные средства школу малолетних певчих.
В начале 1850-х годов основал из увольнявшихся в запас военных песенников первый профессиональный народный хор, выступавший (главным образом на садовых эстрадах) в Санкт-Петербурге, Москве, Владимире, Курске, Нижнем-Новгороде и других городах, и пользовавшийся большой известностью. Исполнялись русские народные песни в традициях русского подголосочного хорового пения. Все певцы хора пели не по нотам, а по слуху. Переложение песен было грубо, исполнение аляповато, но не без удали. Молчанова можно считать родоначальником многочисленных подобных хоров.
Молчанов знал на память несколько сотен русских напевов. На память, на слух сочинял и разучивал четырёхголосные партиции. Был собирателем песен с голосов крестьян, мастеровых, солдат и других. Сам сочинял песни и издавал их в популярных, особенно в конце 1850-х — 1860-х годах, песенниках. С его голоса записывали песни М. И. Глинка, В. Ф. Одоевский. Обладал красивым баритоном; пел эмоционально, в свободной, чисто импровизационной манере. На 51 году жизни сделал попытку обучиться пению профессионально у В. Ф. Одоевского.
Песня Молчанова «Было дело под Полтавой…» стала народной. В основу напева лёг кант XVIII века. Впервые исполнена в Калуге. Распространение получила в начале 1850-х годов. В народном исполнении подверглась сокращениям и изменениям. Известны многочисленные переделки, в которых «было дело» на Кавказе, под Плевной, под Артуром, под Берлином и т. п. Среди других наиболее известных его песен «Петербургские команды», «Ах, ты, ночь моя, ночь огненная», «Со дворцом сливалась хата».
Умер в конце октября 1881 года в Санкт-Петербурге или, по другим данным — 19 октября 1881 года во Владимире.

## Песенники
Молчанов составил:
- Альбом лучших русских и цыганских и оркестрованных И. Молчановым песен и романсов. — СПб., 1859.
- Новый настоящий молчановский песенник. — СПб., 1860.
- Собрание песен, исполняемых хором песенников Ив. Молчанова. — СПб., 1864.
- Новейший лучший песенник. — М., 1869.
- Новейший русский и цыганский песенник… 7-е изд. — СПб., 1871.